# Чина нутова
Чи́на ну́това, або горо́шок ну́товий (Lathyrus cicera) — однорічна рослина родини бобових.

## Опис

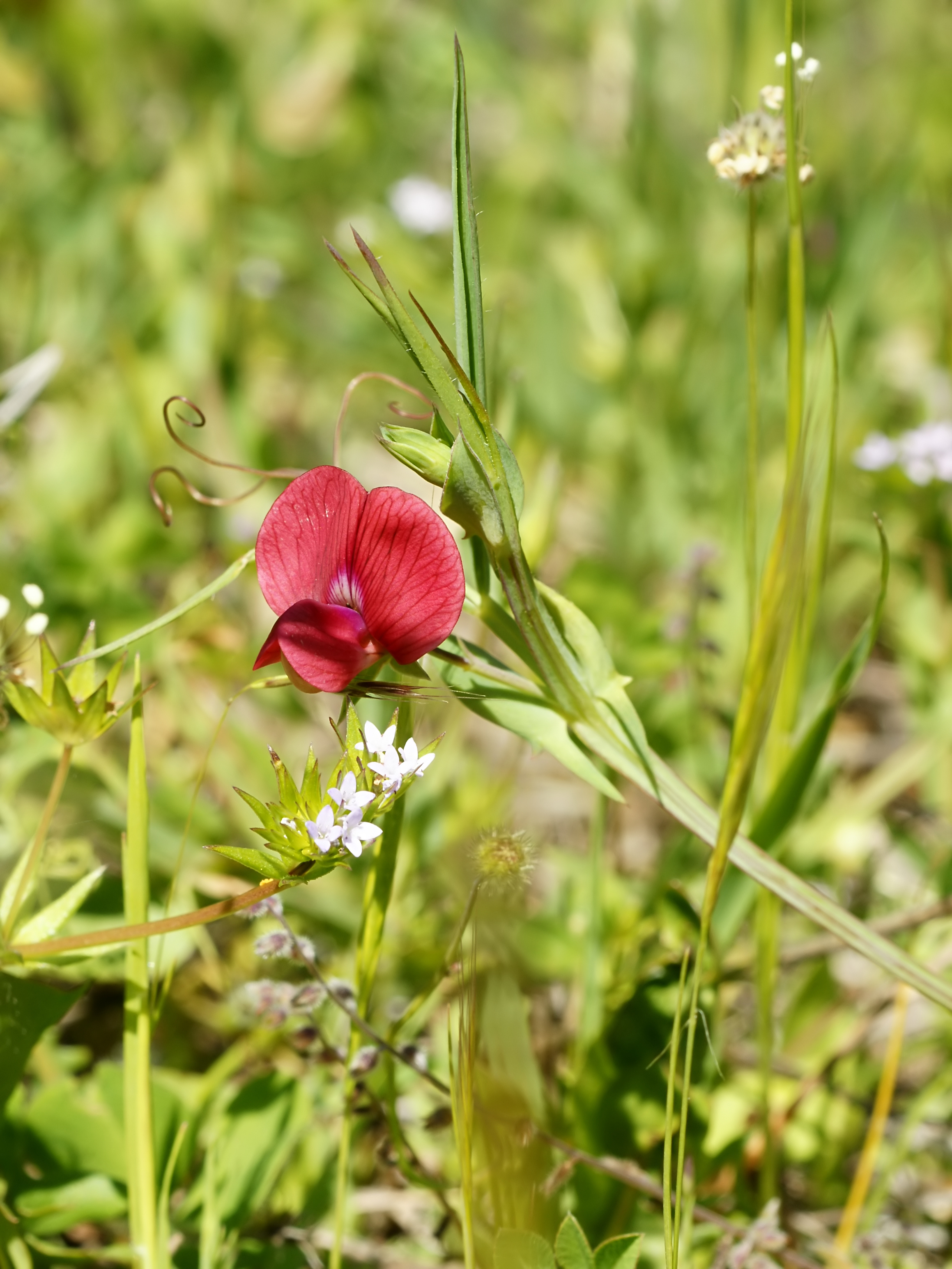
Чина нутова на Сардинії, Італія

Однорічна рослина 20-30 см заввишки. Стебла гіллясті від основи, голі, висхідні, майже прямостоячі, чіпляються вусиками, дворебристі, двокрилаті. Крила вузькі. Прилистки великі, напівстрілоподібні, 10-13 мм завдовжки, такої ж довжини, як черешки або трохи довше. Листки складаються з 1 пари досить великих листочків, довгастої або ланцетної форми, 3-10 см завдовжки, 2-5 мм завширшки, з трьома — п'ятьма помітними жилками. Черешок листа вузько-крилатий, 10-15 мм завдовжки. Листкова вісь закінчується гіллястим вусиком.
Квітконоси довше черешка, з дрібними шилоподібними приквітками, одно- двоквіткові. Чашечка дзвоникова, її частки ланцетні, загострені, в 2-3 рази довше трубки. Квітки близько 8-10 мм завдовжки, цегляно-червоного кольору. Прапор обернено-яйцеподібної форми, до основи звужений, з виїмкою з темно-червоними жилками, на короткому нігтику. Крила коротше прапора, з вушком при основі, на короткому нігтику. Човник округлий по нижньому краю, блідо-червоний. 
Плоди — сидячі, довгасті, крилаті боби 19-20 мм завдовжки, близько 5-6 мм завширшки, з опуклою жилкою на верхньому шві, з 3-5 насінинами. Насінини кулясті, до 5 мм завширшки, дещо кутасті, темно-бурі, гладкі, плямисті. Цвіте у квітні-травні, плодоносить у травні-червні.

## Екологія
Росте на трав'янистих схилах, серед чагарників. По краях полів і як бур'ян в посівах.

## Поширення
- Африка
  - Макаронезія: Португалія — Мадейра; Іспанія — Канарські острови
  - Північна Африка: Алжир; Єгипет; Лівія; Марокко; Туніс
- Азія
  - Західна Азія: Афганістан; Кіпр; Іран; Ірак; Ізраїль; Йорданія; Ліван; Сирія; Туреччина
  - Кавказ: Азербайджан; Грузія; Російська Федерація — Передкавказзя, Дагестан
  - Середня Азія: Казахстан; Киргизстан; Таджикистан; Туркменістан; Узбекистан
  - Індійський субконтинент: Пакистан
- Європа
  - Середня Європа: Швейцарія
  - Східна Європа: Україна (вкл. Крим)
  - Південно-Східна Європа: Албанія; Болгарія; колишня Югославія; Греція (вкл. Крит); Італія (вкл. Сардинія, Сицилія); Румунія
  - Південно-Західна Європа: Франція (вкл. Корсика); Португалія; Іспанія (вкл. Балеарські острови)

## Використання та господарське значення
Добра кормова рослина, зелена маса — охоче поїдається вівцями і великою рогатою худобою. Чина нутова вивчалась в Йорданському генетичному центрі як кормова культура. Культивується, виведені сорти.

## Хімічний склад
У плодах чини нутової знайдені такі жирні кислоти (у %):
- пальмітинова 34,87;
- гептадеканова 1,71;
- стеаринова 10,62;
- олеїнова 8,94;
- лінольова 22,32;
- ліноленова 3,15;
- арахінова 4,81;
- бегенова 1,75;
- ерукова 1,95;

у траві знайдені (у %):
- пальмітинова 21,40;
- пальмітолеїнова 1,53;
- стеаринова 7,69;
- олеїнова 3,57;
- лінольова 14,74;
- ліноленова 32,13;
- арахінова 3,21;
- ерукова 13,60.

Трава чини нутової містить також 6 флавоноїдних сполук та 3 фенолкарбонові кислоти.